# James Hong

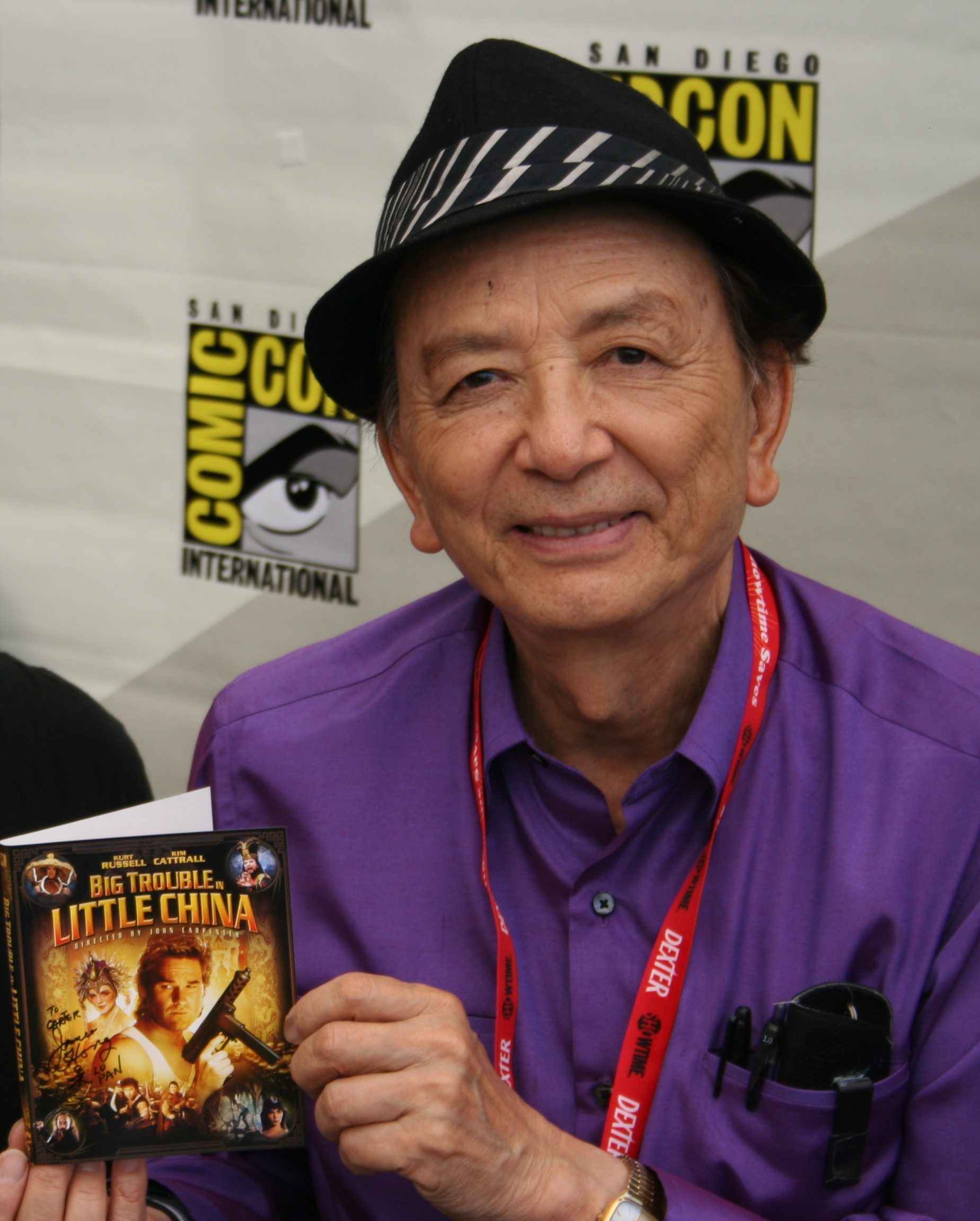
James Hong (2011)

James Hong (* 22. Februar 1929 in Minneapolis, Minnesota) ist ein US-amerikanischer Filmschauspieler, Filmproduzent, Filmregisseur, Drehbuchautor und Synchronsprecher. Sein filmisches Schaffen umfasst über 450 Film- und Fernsehproduktionen seit 1954.

## Leben
James Hong wurde in Minneapolis in eine chinesischstämmige Familie geboren, sein Vater war Ladeninhaber. Er wuchs vom fünften bis zu seinem zehnten Lebensjahr für eine bessere Ausbildung in Kowloon in Hongkong auf, ehe er in die Vereinigten Staaten zurückkehrte. Hong studierte Bauingenieurwesen an der University of Minnesota und graduierte an der University of Southern California, an der er gleichzeitig erstmals Schauspielkurse belegte. Nachdem er eineinhalb Jahre als Bauingenieur im Los Angeles County gearbeitet hatte, begann er in Los Angeles, aber auch auf Hawaii in Nachtclubs aufzutreten. Eine durch den anstrengenden Job hervorgerufene Krankheit beendete Hongs Karriere am Bau und eröffnete ihm eine bei Film und Fernsehen. 1954 trat er als Kandidat in Groucho Marx’ Quizshow You Bet Your Life ein, wo ihm eine Gesangseinlage eines Liedes von Johnnie Ray viel Fanpost einbrachte.
James Hong steht seit 1954 vor der Kamera und wirkte in über 450 Filmen und Fernsehserien mit, was ihm zu einem der profiliertesten asiatisch-amerikanischen Schauspieler in der Geschichte des amerikanischen Kinos macht. Mit über 600 Nennungen im Abspann an Filmen und Fernsehepisoden gilt er als einer der Hollywood-Schauspieler mit den meisten Filmcredits. Hong musste sich zunächst meistens mit kleinen Rollen begnügen, die zudem noch ein eher stereotypes Bild von Asiaten zeichneten. Eine erste größere Rolle hatte er als Sohn von Charlie Chan in der Krimiserie The New Adventures of Charlie Chan. 1966 war Hong ein Kandidat für die Rolle des Lt. Hikaru Sulu für die Fernsehserie Raumschiff Enterprise; er musste den Part jedoch George Takei überlassen. In der Serie Kung Fu spielte er zwischen 1972 und 1975 unterschiedliche Gastrollen in neun Folgen. In einigen Sitcoms wie All in the Family, Seinfeld, King of Queens und The Big Bang Theory gab er jeweils den Besitzer beziehungsweise Kellner eines asiatischen Restaurants.
Hong blieb als Filmschauspieler auf Nebenrollen beschränkt, konnte aber auch mit kleineren Auftritten – etwa als Butler von Faye Dunaways Figur in dem Filmklassiker Chinatown (1974) – auf sich aufmerksam machen. 1982 spielte Hong die Rolle des Hannibal Chew in dem Kultfilm Blade Runner von Ridley Scott. Als eine seiner Lieblingsrollen bezeichnet Hong die des Schurken Lo Pan in John Carpenters Fantasyfilm Big Trouble in Little China. In Wayne’s World 2 übernahm er 1993 eine Kampfszene mit Mike Myers. Nachdem er 1998 Chi Fu in Mulan gesprochen hatte, begann Hong verstärkt als Sprecher an Zeichentrickfilmen zu arbeiten. In der englischen Originalfassung der Animationsfilmreihe Kung Fu Panda sprach er die Rolle des Mr. Ping. Trotz seines hohen Alters arbeitet Hong weiterhin als Schauspieler, 2022 war er in dem mit sieben Oscars ausgezeichneten Film Everything Everywhere All at Once als strenger Großvater einer chinesischen Familie zu sehen.
1979 debütierte Hong als Regisseur und Produzent beim Sexploitationfilm Die Mädchen von nebenan; zwei weitere Independent-Spielfilme – der Horrorfilm The Vineyard (1989) mit ihm selbst in der Hauptrolle sowie der Softsexfilm Singapore Sling (2001) – folgten.
Unter anderem um bessere Rollen für asiatischstämmige Schauspieler in Hollywood zu schaffen, war Hong im Jahr 1965 einer der Mitbegründer der East West Players in Los Angeles. Die Theaterorganisation besteht bis heute, kümmert sich um asiatisch-amerikanische Schauspieltalente und produziert Theaterstücke. Daniel Dae Kim, ein koreanisch-amerikanischer Schauspieler, sammelte in August 2020 die nötige Geldsumme von etwa 55000 US-Dollar über Crowdfunding-Kampagne via GoFundMe ein, um James Hong zu ehren und einen Stern für den Darsteller auf dem Walk of Fame am Hollywood Boulevard zu beantragen. Ende 2021 wurde bekannt, dass Hong im kommenden Jahr seinen Stern auf dem Hollywood Walk of Fame bekommen sollte. Im Mai 2022 erhielt Hong schließlich als bisher ältester Schauspieler mit 93 Jahren seinen Stern auf dem Hollywood Boulevard.

### Familie
Über sein Privatleben weiß man, dass James Hong (chinesisch 吳漢章 / 吴汉章, Pinyin Wú Hànzhāng, Jyutping Ng4 Hon3zoeng1) presbyterianischer Christ ist und die chinesischen Wurzeln seiner Vorfahren in Taishan liegen. Er ist Sohn chinesischer Emigranten aus Guangdong in den USA – Ng, Fok Hong (Vater) aka Frank W. Hong und Lee, Shui Fa (Mutter). Er hat zwei Mal geheiratet und war von 1967 bis 1973 mit seiner ersten Ehefrau Pearl Huang verheiratet. Seit 1977 ist er mit Susan Tong verheiratet und beide haben gemeinsam eine Tochter April. April Hong (* 1978) ist wie ihr Vater als Schauspielerin in den USA tätig.

## Filmografie (Auswahl)

### Filme
- 1954: Kampfstaffel Feuerdrachen (Dragonfly Squadron)
- 1955: Treffpunkt Hongkong (Soldier of Fortune)
- 1955: Alle Herrlichkeit auf Erden (Love Is a Many-Splendored Thing)
- 1955: Der gelbe Strom (Blood Alley)
- 1956: Flug nach Hongkong (Flight to Hong Kong)
- 1957: Der Engel mit den blutigen Flügeln (Battle Hymn)
- 1959: Wenn das Blut kocht (Never So Few)
- 1961: Mandelaugen und Lotosblüten (Flower Drum Song)
- 1965: Geheimagent Barrett greift ein (The Satan Bug)
- 1966: Kanonenboot am Yangtse-Kiang (The Sand Pebbles)
- 1970: Colossus (Colossus: The Forbin Project)
- 1970: Herrscher der Insel (The Hawaiians)
- 1971: Killersatelliten (Earth II, Fernsehfilm)
- 1972: Der Mörder im weißen Mantel (The Carey Treatment)
- 1974: Dynamite Brothers
- 1974: Chinatown
- 1974: China Girl
- 1976: Das große Ferienabenteuer (No Deposit, No Return)
- 1976: Dieses Land ist mein Land (Bound for Glory)
- 1977: Der größte Liebhaber der Welt (The World’s Greatest Lover)
- 1978: Die letzte Schlacht (Go Tell the Spartans)
- 1979: Zwei in Teufels Küche (The In-Laws)
- 1980: Die unglaubliche Reise in einem verrückten Flugzeug (Airplane!)
- 1981: Fesseln der Macht (True Confessions)
- 1981: Der ausgeflippte Professor (So Fine)
- 1982: Der verhängnisvolle Brief (The Letter, Fernsehfilm)
- 1982: Blade Runner
- 1982: Geliebter Giorgio (Yes, Giorgio)
- 1983: Atemlos (Breathless)
- 1984: Die Herrschaft der Ninja (Ninja III: The Domination)
- 1984: Missing in Action
- 1986: Big Trouble in Little China
- 1986: Auf der Suche nach dem goldenen Kind (The Golden Child)
- 1987: Die schwarze Witwe (Black Widow)
- 1987: Die Supertrottel (Revenge of the Nerds II: Nerds in Paradise)
- 1987: Krieg in Chinatown (China Girl)
- 1988: Ich bin Du (Vice Versa)
- 1988: Heiß auf Trab (Hot to Trot)
- 1989: Tango und Cash (Tango & Cash)
- 1989: Shadowzone
- 1990: Bestien hinter Gittern (Caged Fury)
- 1990: Die Spur führt zurück – The Two Jakes (The Two Jakes)
- 1990: Bethune – Arzt und Held (Bethune: The Making of a Hero)
- 1990: Too Much Sun – Ein Stich zuviel (Too Much Sun)
- 1991: Mystery Date – Eine geheimnisvolle Verabredung (Mystery Date)
- 1992: Die Adlerkralle (Talons of the Eagle)
- 1993: Merlin
- 1993: Wayne’s World 2
- 1994: Shadow und der Fluch des Khan (The Shadow)
- 1994: Mike Hammer – Auf falscher Spur (Come Die with Me: A Mike Hammer Mystery, Fernsehfilm)
- 1995: Bad Company
- 1995: Tank Girl
- 1995: Gladiator Cop
- 1995: Operation Dumbo (Operation Dumbo Drop)
- 1996: Bloodsport 2 (Bloodsport II: The Next Kumite)
- 1996: Secret Agent Club (The Secret Agent Club)
- 1996: Bloodsport 3 (Bloodsport III)
- 1997: McHale’s Navy
- 1997: Ein Grab zuviel (Catherine's Grove)
- 1997: Red Corner – Labyrinth ohne Ausweg (Red Corner)
- 1998: Mulan (Stimme)
- 1998: Die Power-Kids (Breakout)
- 2000: The Art of War
- 2001: Torus – Das Geheimnis aus einer anderen Welt (Epoch, Fernsehfilm)
- 2002: Das Idol (L’Idole)
- 2002: Hero (Stimme)
- 2006: Totally Awesome – Total abgefahren (Totally Awesome, Fernsehfilm)
- 2007: Adventures of Johnny Tao (Adventures of Johnny Tao: Rock Around the Dragon)
- 2007: Shanghai Kiss
- 2007: Balls of Fury
- 2008: Kung Fu Panda (Stimme)
- 2008: Der Tag, an dem die Erde stillstand (The Day the Earth Stood Still)
- 2011: Kung Fu Panda 2 (Stimme)
- 2012: Safe – Todsicher (Safe)
- 2012: Junk
- 2013: Das verschollene Medaillon – Die Abenteuer von Billy Stone (The Lost Medallion: The Adventures of Billy Stone)
- 2013: R.I.P.D.
- 2015: Ein Hund rettet den Sommer (The Dog Who Saved Summer)
- 2015: Tom und Jerry – Agentenjagd (Tom and Jerry: Spy Quest, Stimme)
- 2016: Kung Fu Panda 3 (Stimme)
- 2018: Sherlock Gnomes (Gnomeo & Juliet: Sherlock Gnomes, Stimme)
- 2018: Sharknado 6: The Last One (The Last Sharknado: It’s About Time, Fernsehfilm)
- 2019: Everest – Ein Yeti will hoch hinaus (Abominable, Stimme)
- 2019: Cross 3 (Cross: Rise of the Villains)
- 2021: Trolljäger: Das Erwachen der Titanen (Trollhunters: Rise of the Titans, Stimme)
- 2022: Rot (Turning Red, Stimme)
- 2022: Everything Everywhere All at Once
- 2022: Wendell & Wild (Stimme)
- 2024: Kung Fu Panda 4 (Stimme)
- 2024: The Keepers of the 5 Kingdoms

### Fernsehserien
- 1955: TV Reader’s Digest (Folge 2x04)
- 1957–1958: The New Adventures of Charlie Chan (25 Folgen)
- 1958/1960: Richard Diamond, Privatdetektiv (Richard Diamond, Private Detective, Fernsehserie, 2 Folgen)
- 1959: Peter Gunn (Folge 1x33)
- 1960: Sugarfoot (Folge 3x10)
- 1960: Johnny Ringo (Folge 1x31)
- 1960: Bonanza (2 Folgen)
- 1960–1961: Hawaiian Eye (Fernsehserie, 4 Folgen)
- 1961: Cheyenne (Folge 6x08)
- 1962/1963: Perry Mason (Fernsehserie, 2 Folgen)
- 1963: The Outer Limits (Folge 1x02)
- 1964: Kentucky Jones (Folge 1x04)
- 1965: Auf der Flucht (The Fugitive, Folge 3x14)
- 1965–1966: Solo für O.N.C.E.L. (The Man from U.N.C.L.E., 3 Folgen)
- 1965–1966: The Wackiest Ship In The Army (4 Folgen)
- 1965–1967: Tennisschläger und Kanonen (I Spy, 4 Folgen)
- 1966: Bezaubernde Jeannie (I Dream of Jeannie, Folge 1x21)
- 1966: FBI (The F.B.I., Folge 1x32)
- 1968–1969: Lieber Onkel Bill (Family Affair, 2 Folgen)
- 1969–1974: Hawaii Fünf-Null (Hawaii Five-O, 4 Folgen)
- 1970: Bill Cosby (The Bill Cosby Show, Folge 2x03)
- 1971: Kobra, übernehmen Sie (Mission: Impossible, eine Folge)
- 1971/1975: All in the Family (2 Folgen)
- 1972–1975: Kung Fu (9 Folgen)
- 1973: Der Chef (Ironside, Folge 6x21)
- 1973: Barnaby Jones (Folge 2x08)
- 1973: Bob & Carol & Ted & Alice (Folge 1x08)
- 1973: The New Perry Mason (Folge 1x11)
- 1975: McMillan & Wife (Folge 4x06)
- 1975: Cannon (Folge 5x10)
- 1975–1976: Harry O (2 Folgen)
- 1976: California Cops – Neu im Einsatz (The Rookies, Folge 4x21)
- 1976: Die knallharten Fünf (S.W.A.T., Folge 2x20)
- 1976: Jigsaw John (15 Folgen)
- 1976: Baretta (Folge 3x01)
- 1976: Detektiv Rockford – Anruf genügt (The Rockford Files, Folge 3x02)
- 1976: Die Straßen von San Francisco (The Streets of San Francisco, 2 Folgen)
- 1976: Pazifikgeschwader 214 (Baa Baa Black Sheep, Folge 1x05)
- 1977: Starsky & Hutch (Folge 2x15)
- 1977: Die Sieben-Millionen-Dollar-Frau (The Bionic Woman, Folge 2x13 Bedrohung der Welt – Teil 1)
- 1977: Wonder Woman (Fernsehserie, Folge 2x03 Ein starker Gegner)
- 1977–1978: Die Zwei mit dem Dreh (Switch, 4 Folgen)
- 1978: Maude (Folge 6x22)
- 1978: Drei Engel für Charlie (Charlie’s Angels, Folge 3x01 Mord in Las Vegas)
- 1979: Hart aber herzlich (Hart to Hart, Folge 1x11)
- 1979: Noch Fragen Arnold? (Diff’rent Strokes, Folge 2x13)
- 1980: Fantasy Island (Folge 4x08)
- 1981: Soap – Trautes Heim (Soap, Folge 4x12)
- 1981: Dallas (Folge 4x23 Anklage)
- 1982: Ein Duke kommt selten allein (The Dukes of Hazzard, Folge 4x18 Ab geht die Post)
- 1982–1983: Marco Polo (Miniserie)
- 1983: Chefarzt Dr. Westphall (St. Elsewhere, Folge 1x11 Wunder gibt es immer wieder)
- 1983: Frank Buck – Abenteuer in Malaysia (Bring ’Em Back Alive, Folge 1x15)
- 1983: Der Denver-Clan (Dynasty, 5 Folgen)
- 1983: Falcon Crest (3 Folgen)
- 1983: T. J. Hooker (2 Folgen)
- 1984: Ein Colt für alle Fälle (The Fall Guy, Folge 3x18)
- 1984–1985: Das A-Team (The A-Team, 2 Folgen)
- 1985: Cagney & Lacey (Folge 5x09)
- 1985: Airwolf (Folge 3x12)
- 1985–1987: California Clan (Santa Barbara, 3 Folgen)
- 1985, 1988: Hunter (2 Folgen)
- 1986: Die Fälle des Harry Fox (Crazy like a Fox, Folge 2x14)
- 1986: Wer ist hier der Boss? (Who’s the Boss?, Folge 3x04 Die Aura des Erfolges)
- 1986–1991: MacGyver (4 Folgen)
- 1987: Magnum (Magnum, P.I., Folge 7x16 Der vierzigste Geburtstag)
- 1987: Miami Vice (Folge 4x09)
- 1987–1989: NAM – Dienst in Vietnam (Tour of Duty, 3 Folgen)
- 1988: Die Schöne und das Biest (Beauty and the Beast, Folge 1x13)
- 1988: Der Equalizer (The Equalizer, Folge 4x03)
- 1989: Geheimbund der Rose (Brotherhood of the Rose, Miniserie, 2 Folgen)
- 1989: Krieg der Welten (War of the Worlds, Folge 1x19)
- 1989: Jake und McCabe – Durch dick und dünn (Jake and the Fatman, Folge 3x02)
- 1990: Booker (Folge 1x16)
- 1991: Seinfeld (Folge 2x11 Im chinesischen Restaurant)
- 1991–1992: Doogie Howser, M.D. (4 Folgen)
- 1992: Nick Knight – Der Vampircop (Forever Knight, Folge 1x08)
- 1993–1994: Die Abenteuer des Brisco County jr. (The Adventures of Brisco County, Jr., 3 Folgen)
- 1994/1996: Kung Fu – Im Zeichen des Drachen (Kung Fu: The Legend Continues, 2 Folgen)
- 1995: Superman – Die Abenteuer von Lois & Clark (Lois & Clark: The New Adventures of Superman, Folge 2x11)
- 1995: Chicago Hope – Endstation Hoffnung (Chicago Hope, Folge 2x10)
- 1995: Diagnose: Mord (Diagnosis: Murder, Folge 3x04)
- 1996: Akte X – Die unheimlichen Fälle des FBI (The X-Files, Folge 3x19 Höllengeld)
- 1996: Nash Bridges (Folge 1x02)
- 1996: Hör mal, wer da hämmert (Home Improvement, Folge 5x26)
- 1997: Murphy Brown (Folge 9x19)
- 1997: Ellen (Folge 4x23 Wie erzähl ich’s meinen Eltern?)
- 1997: Friends (Folge 3x24 Kampfspiele)
- 1997: Echt super, Mr. Cooper (Hangin' With Mr. Cooper, Folge 5x01)
- 1998: Practice – Die Anwälte (The Practice, Folge 2x21)
- 1998: Drew Carey Show (Folge 4x09 Drew in China)
- 1999: Millennium – Fürchte deinen Nächsten wie Dich selbst (Millennium, Folge 3x18 Junge Hände)
- 1999–2000: Martial Law – Der Karate-Cop (Martial Law, 3 Folgen)
- 2000/2002: The West Wing – Im Zentrum der Macht (The West Wing, Fernsehserie, 2 Folgen)
- 2001: Alias – Die Agentin (Alias, Folge 1x07 Farbenblind)
- 2001: Charmed – Zauberhafte Hexen (Charmed, Folge 4x04 Der Mann mit dem Drachendolch)
- 2002–2004: Jackie Chan Adventures (5 Folgen, Sprechrolle)
- 2004: Malcolm mittendrin (Malcolm in the Middle, Folge 5x11 Idas Freund)
- 2004: Law & Order: Special Victims Unit (Folge 6x02 Schlangenköpfe)
- 2004–2006: Super Robot Monkey Team Hyperforce Go! (11 Folgen, Stimme)
- 2005–2006: Avatar – Der Herr der Elemente (Avatar: The Last Airbender, 2 Folgen, Stimme)
- 2006: King of Queens (The King of Queens, Folge 8x14 Zweites Heim, Glück allein)
- 2006: Las Vegas (Folge 4x06)
- 2007: Andy Barker, P.I. (Folge 1x06)
- 2007: Bones – Die Knochenjägerin (Bones, Folge 2x16 Eine knochenlose Braut im Fluss)
- 2007: Chuck (Folge 1x05 Chuck gegen die Shrimps)
- 2007–2008: The Big Bang Theory (2 Folgen)
- 2008: Zoey 101 (Folge 4x12 Zoey auf der Suche)
- 2009: The Beast (Folge 1x09)
- 2010/2011: Tripp’s Rockband (I’m in the Band, Fernsehserie, 2 Folgen)
- 2011: Gigantic (Folge 1x11)
- 2011: Archer (2 Folgen, Stimme)
- 2011: A.N.T.: Achtung Natur-Talente (A.N.T. Farm, Folge 1x15)
- 2011–2013: Pair of Kings – Die Königsbrüder (Pair of Kings, 8 Folgen)
- 2011–2016: Kung Fu Panda – Legenden mit Fell und Fu (Kung Fu Panda: Legends of Awesomeness, 38 Folgen, Stimme)
- 2012: 2 Broke Girls (Folge 2x11 Die Geschäftspartnerin)
- 2014: Drunk History (Folge 2x07)
- 2014/2017: Teenage Mutant Ninja Turtles (2 Folgen, Stimme)
- 2015: Marvel’s Agents of S.H.I.E.L.D. (Agents of S.H.I.E.L.D., Folge 3x02 Das Zeitportal)
- 2015–2016: Star Wars Rebels (3 Folgen, Stimme)
- 2016: Elementary (Folge 4x14 Wer ist der maskierte Mann?)
- 2016: Rush Hour (3 Folgen)
- 2016: The Blacklist (Folge 4x07 Dr. Adrian Shaw (Nr. 98) – Teil 1)
- 2017/2018: Die Thundermans (The Thundermans, 2 Folgen)
- 2018: Hawaii Five-0 (Folge 8x23 Einstiche)
- 2018–2019: Kung Fu Panda: Die Tatzen des Schicksals (Kung Fu Panda: The Paws of Destiny, Stimme)
- 2021: Star Wars: Visionen (Star Wars: Visions, Folge 1x07, Stimme)
- 2023: Gremlins – Secrets of the Mogwai (10 Folgen, Stimme)